# Сельское поселение Фоминское (Вологодская область)
Сельское поселение Фоминское — упразднённое сельское поселение в составе Шекснинского района Вологодской области.
Центр — деревня Фоминское.
Образовано 1 января 2006 года в соответствии с Федеральным законом № 131 «Об общих принципах организации местного самоуправления в Российской Федерации».
В состав сельского поселения вошёл Фоминский сельсовет.
Законом Вологодской области от 1 июня 2015 года № 3671-ОЗ, были преобразованы, путём их объединения, сельские поселения Домшинское, Любомировское, Угольское и Фоминское — в сельское поселение Угольское с административным центром в деревне Покровское.
По данным переписи 2010 года население — 328 человек.

## География
Расположено на юго-востоке района. Граничит:
- на западе с городским поселением Чёбсарское и сельским поселением Любомировское,
- на юге с сельским поселением Фоминское,
- на востоке и севере с Старосельским и Федотовским сельскими поселениями Вологодского района.

По территории поселения протекают реки Согожа, Нотелга, Мергас.

## Населённые пункты
В 1999 году был утверждён список населённых пунктов Вологодской области. С тех пор состав Фоминского сельсовета не изменялся.
В состав сельского поселения входило 14 деревень.
| Населённый пункт   | ОКАТО          | Рег. номер | Расстояние до районного центра, км | Расстояние до центра поселения, км | Координаты                      |
| ------------------ | -------------- | ---------- | ---------------------------------- | ---------------------------------- | ------------------------------- |
| деревня Аксеново   | 19 258 844 002 | 8170       | 53                                 | 3                                  | 58°57′44″ с. ш. 39°06′24″ в. д. |
| деревня Алексино   | 19 258 844 003 | 8171       | 52                                 | 3                                  |                                 |
| деревня Андрейково | 19 258 844 004 | 8172       | 66                                 | 11                                 | 59°01′25″ с. ш. 39°10′54″ в. д. |
| деревня Велюшево   | 19 258 844 005 | 8173       | 48                                 | 6                                  | 59°01′36″ с. ш. 39°00′48″ в. д. |
| деревня Воронцово  | 19 258 844 006 | 8174       | 52                                 | 3                                  | 59°00′43″ с. ш. 39°02′05″ в. д. |
| деревня Гвоздево   | 19 258 844 007 | 8175       | 57                                 | 2                                  | 58°58′30″ с. ш. 39°06′03″ в. д. |
| деревня Елезово    | 19 258 844 008 | 8176       | 65                                 | 10                                 | 59°00′57″ с. ш. 39°09′56″ в. д. |
| деревня Ефимово    | 19 258 844 009 | 8177       | 51                                 | 4                                  | 59°00′27″ с. ш. 39°01′28″ в. д. |
| деревня Красново   | 19 258 844 010 | 8178       | 50                                 | 4                                  | 58°58′37″ с. ш. 38°59′17″ в. д. |
| деревня Ларионово  | 19 258 844 011 | 8179       | 55                                 | —                                  | 58°58′35″ с. ш. 39°03′18″ в. д. |
| деревня Митрохово  | 19 258 844 013 | 8180       | 55                                 | 1                                  | 59°00′11″ с. ш. 39°04′09″ в. д. |
| деревня Пегуша     | 19 258 844 014 | 8181       | 54                                 | 2                                  | 59°00′12″ с. ш. 38°59′50″ в. д. |
| деревня Русаново   | 19 258 844 015 | 8182       | 66                                 | 1                                  | 58°58′37″ с. ш. 39°02′24″ в. д. |
| деревня Фоминское  | 19 258 844 001 | 8169       | 55                                 | —                                  | 58°58′57″ с. ш. 39°03′26″ в. д. |